# Ov Hell
Ov Hell — норвежская группа, играющая в жанре блэк-метал, основана в 2009 году экс-басистом Gorgoroth King ov Hell и вокалистом Dimmu Borgir Shagrath. Группа любопытна тем, что объединила высококлассных исполнителей, известных в своем направлении, никогда не выступала с концертами и имеет только один студийный альбом The Underworld Regime (2010).
Первый релиз Ov Hell будет содержать музыку, над которой я работал в те годы, когда участвовал в Gorgoroth и God Seed. Это был маленький ад, в котором виделась эта музыкальная форма для группы, так что название очень подходит. Благодаря первой песне я вышел на Шаграта, я знал, что он был бы идеальной кандидатурой, с кем можно было бы объединить усилия. У него сильные личные качества и сильное желание власти. Я уверен: когда мы закончим работу над этим альбомом, он не будет похож ни на одну работу, которую мы делали раньше, и с качеством, которое не будет уступать ничему представленному в блэк-металле ранее! (King ov Hell)
В связи с нашей музыкальной карьерой и другими проектами время было не на нашей стороне. После фестиваля Inferno этого года мы с King'ом снова объединили усилия и подумали, что нам нужно, чтобы совместить нашу страсть к тёмному искусству. В течение прошедшего года King присылал мне демозаписи с идеями, которые заставили меня забыть о моём скептицизме. Я не был уверен, хочу ли участвовать в ещё одном блэк-металлическом проекте, но моя неутолимая жажда к исследованию мрачного зверя дала толчок к рождению Ov Hell. Величественный проект Ov Hell стал группой, которая отражает наши корни, сырость, мерзость, высокомерную богохульность с бескомпромиссной правдой от двух влиятельных норвежских музыкантов, которым необходимо выразить свою примитивную сторону, прямо как Ov Hell». (Shagrath)
Над созданием обложки альбома работал бразильский художник Marcelo Vasco, сотрудничавший с Satyricon, Enslaved, Keep Of Kalessin, Borknagar, Gorgoroth и др. Музыку написал King ov Hell, слова — Shagrath, за исключением песни «Post Modern Sadist» (слова: Silenoz), «Invokerї» (слова: King ov Hell и Christian Anfinnsen), «Ghosting» (слова: King ov Hell и Sarah Owens). Материал альбома The Underworld Regime готовился для релиза в составе God Seed, однако в связи с тем, что Gaahl, вокалист группы, в 2009 году объявил о своем уходе из метала, King обратился к Шаграту. Музыка была записана ещё в 2008 году с участием Frost, Teloch и Ice Dale, требовались только вокал и тексты. Так родилась группа Ov Hell. На данный момент проект заморожен, но King ov Hell не исключает, что возможно, в будущем он сможет снова поработать вместе с Шагратом.

## Состав
Текущий состав
- Шаграт — вокал (2009-настоящее время)
- King ov Hell — бас, бэк-вокал (2009-настоящее время)

Сессионные участники
- Teloch — гитара (2009)
- Фрост — ударные (2009)
- Ice Dale — гитара (2009)

## Дискография
- The Underworld Regime (2010)

## Интересные факты
- Представляя впоследствии дебютный альбом I Begin вновь возрожденной группы God Seed King ov Hell говорит о том, что песня «Ghosting» из The Underworld Regime является как бы частью трилогии. Она включает в себя элементы из песни «Sign of an Open Eye» с альбома Ad Majorem Sathanas Gloriam (Gorgoroth) и «Lit» c альбома I Begin (God Seed).
- В записи альбома The Underworld Regime принимал участие сын King-а Trym Hartmark Visnes (noise, вокал)
- В 2010 году Ov Hell боролась за звание лучшей андеграундной группы на Hammer Golden Gods. (соперники: Immortal, Shrinebuilder, Gama Bomb, Black Spiders). Награда в итоге ушла к Immortal, вручала её группа Dimmu Borgir